# Antipathes rhipidion
Antipathes rhipidion is een Antipathariasoort uit de familie van de Antipathidae. De wetenschappelijke naam van de soort is voor het eerst geldig gepubliceerd in 1916 door Pax.